# US Foods
US Foods Holding Corp. (NYSE: USFD) er en amerikansk foodservicedistributør, der blev etableret i 1989. De omsætter årligt for ca. 29 mia. $. US Foods tilbyder over 350.000 produktmærker til sine 250.000 kunder i USA. De har 25.200 ansatte på over 60 lokationer samt deres hovedkvarter i Rosemont, Illinois.